# Hammermühle (Hennef)
Hammermühle ist ein Ortsteil der Stadt Hennef (Sieg) im Rhein-Sieg-Kreis in Nordrhein-Westfalen. Um 1900 wurde die Mühle nur Hammer genannt.

## Lage
Hammermühle liegt im Hanfbachtal. Östlich liegt Lichtenberg, südlich Röttgen und westlich Kurenbach.

## Geschichte
1901 gab es hier vier Einwohner. Die Haushaltsvorstände waren Mühlenbesitzer Heinrich Broich und Schlosser Peter Broich.
Bis zum 1. August 1969 gehörte Hammermühle zur Gemeinde Uckerath, im Rahmen der kommunalen Neugliederung des Raumes Bonn wurde Uckerath, damit auch der Ort Halmshanf, der damals neuen amtsfreien Gemeinde „Hennef (Sieg)“ zugeordnet.